# Chris Ward (chính khách Mỹ)
Christopher Ward là một chính khách người Mỹ phục vụ với tư cách là nghị sĩ của Hội đồng bang California tương đương với Hạ viện trong Cơ quan lập pháp bang California, đại diện cho khu vực 78. Trước khi được bầu vào quốc hội, Ward là nghị sĩ của Hội đồng Thành phố San Diego, đại diện cho Khu vực Hội đồng Ba. Ông là đảng viên Đảng Dân chủ.

## Giáo dục và sự nghiệp
Ward có bằng Cử nhân Nghệ thuật tại Đại học Johns Hopkins và bằng Thạc sĩ Chính sách Công và Quy hoạch Đô thị tại Trường Chính phủ John F. Kennedy của Harvard.
Ông từng là nhà lập kế hoạch môi trường tại công ty EDAW, làm việc với chính quyền địa phương để phát triển các kế hoạch sử dụng đất và tiến hành đánh giá môi trường, và là nhà nghiên cứu tại Viện Nghiên cứu Ung thư Ludwig tại Đại học California, San Diego. Sau đó, ông giữ chức vụ tham mưu trưởng của Thượng nghị sĩ Tiểu bang Marty Block, người đại diện cho các cộng đồng của Khu vực Hội đồng Thành phố Ba và hầu hết phần còn lại của thành phố San Diego.

## Đời tư
Ward và bạn đời của ông Thom là chủ nhà ở University Heights, nơi họ sống cùng hai con.